# Relaciones Chile-Malí
Las relaciones Chile-Malí son las relaciones internacionales entre la República de Chile y la República de Malí.

## Historia

### SigloXX
Las relaciones diplomáticas entre Chile y Malí fueron establecidas el 5 de septiembre de 1963.

## Relaciones económicas
En 2022, el intercambio comercial entre ambos países ascendió a los 72 mil dólares estadounidenses, representando un 81% de crecimiento en los últimos cinco años. Los principales productos exportados por Chile ese año fueron unidades de perforación o sondeo y motores hidráulicos, sin registrarse exportaciones desde Malí.

## Misiones diplomáticas
- La embajada de Chile en Marruecos concurre con representación diplomática a Malí.[3]
- La embajada de Malí en Brasil concurre con representación diplomática a Chile.[3]